# Solyndra
Solyndra，是美國一家新能源公司，成立於2005年，位于美国加州。它是一家生产太阳能电池、曾经被当作能源创新样板的公司，得到过美国能源部批准的5亿28万美元联邦贷款担保；2011年9月破产，1千多名员工被解雇。

## 破产
Solyndra破产在美国政界引起轩然大波，因为这家公司在2009年得到美国政府批准的5亿多美元联邦贷款担保，因此这件事牵连到了白宫甚至可能影响奥巴马总统2012年的大选。2011年11月3日国会众议院能源与商务委员会投票通过决定向白宫发出强制令，要求白宫交出所有与破产的太阳能公司索林卓有关的文件协助调查，包括白宫高层工作人员2009年以来涉及到这家公司的内部通讯往来。